# Gare de Stai
La gare de Stai est une gare ferroviaire norvégienne de la ligne de Røros, située dans le village de Stai sur le territoire de la Kommune de Stor-Elvdal dans le comté de Hedmark en région Østlandet.
Elle est mise en service en 1875, soit deux ans avant l'ouverture complète de la ligne de Røros. La gare a été conçue par l'architecte Georg Andreas Bull et fait partie du patrimoine culturel depuis 2002 en raison de la valeur historique de la ligne, de l'équipement ferroviaire et de l'architecture. 
C'est une halte voyageurs de la Jernbaneverket, desservie par des trains locaux.

## Situation ferroviaire
Établie à 263 mètres d'altitude, la gare de Stai est située au point kilométrique (PK) 237,50 de la ligne de Røros, entre les gares ouvertes de Evenstad et de Koppang.

## Service des voyageurs

### Accueil
Halte, sans personnel permanent, elle dispose d'une salle d'attente, ouverte tous les jours, et d'un abri.

### Desserte
Stai est desservie par les trains locaux de la relation Hamar - Røros. C'est une desserte de type train de banlieue cadencée.

### Intermodalité
Un parc pour les vélos et un parking pour les véhicules (4 places) y sont aménagés.

## Patrimoine ferroviaire
L'ancien bâtiment voyageurs.